# Airbag (zespół muzyczny)
Airbag – norweski zespół założony w 1994 roku, wykonujący muzykę z pogranicza rocka progresywnego i art rocka.

## Historia
Zespół powstał w 1994 roku, początkowo będąc typowym cover bandem, grającym utwory m.in. Pink Floyd. Na przełomie lat 2004–2005 muzycy przyjęli nazwę Airbag. Po pięciu latach istnienia, w 2004 grupa, poprzez internet, udostępniła swój pierwszy minialbum Come On In, na którym znalazły się cztery utwory. Następna EP-ka Sounds That I Hear ukazała się w 2006 roku, a w 2007 roku na rynek trafił ostatni minialbum grupy, Safetree.
W latach 2006–2008, na profilu Myspace, zarejestrowana ponad 110 tysięcy ściągnięć poszczególnych piosenek, a do połowy maja 2009 nagrań zespołu wysłuchało ponad 35 tysięcy ludzi.
Koncertowy debiut grupy z własnym materiałem nastąpił w 2007 roku, kiedy Airbag grało jako support przed takimi zespołami jak Riverside, Pineapple Thief czy Gazpacho.
Rok 2009 przyniósł pierwszy, długogrający album zespołu, zatytułowany Identity.
W lutym 2010 nastąpiła zmiana w zespole, na stanowisku perkusisty. Joachima Slikkera zastąpił Henrik Fossum, który od 10 listopada 2010 został pełnoprawnym członkiem grupy.
14 czerwca 2025 w Oslo roku wystąpili jako support przed koncertem Marillion w ramach Marillion Weekend.

## Muzycy
- Asle Tostrup – śpiew (2005–)
- Bjørn Riis – gitary, śpiew (2005–)
- Jørgen Hagen – instrumenty klawiszowe (2005–)
- Anders Hovdan – gitara basowa (2005–)
- Henrik Fossum – perkusja (2010–)

### Byli muzycy
- Joachim Slikker – perkusja (2005–2009)

## Dyskografia

### Albumy
- 2009: Identity
- 2011: All Rights Removed
- 2013: The Greatest Show On Earth
- 2016: Disconnected[5]
- 2020: A Day at the Beach
- 2024: The Century of the self

### EP
- 2004: Come On In
- 2006: Sounds That I Hear
- 2007: Safetree